# Požeženo
Požeženo es un pueblo ubicado en el municipio de Veliko Gradište, en el distrito de Braničevo, Serbia.

## Superficie
Posee una superficie de 21,34 kilómetros cuadrados.

## Demografía
Hasta 2011 la población era de 650 habitantes, con una densidad de población de 30,46 habitantes por kilómetro cuadrado.